# リチャード・ミル (第5代準男爵)
第5代準男爵サー・リチャード・ミル（英語: Sir Richard Mill, 5th Baronet、1689年頃/1690年 – 1760年5月16日）は、グレートブリテン王国の政治家、準男爵。

## 生涯
第3代準男爵サー・ジョン・ミルとマーガレット・グレイ（Margaret Grey、1692年10月以前没、トマス・グレイの娘）の息子として生まれた。1706年に兄ジョンが死去すると、準男爵位を継承した。1708年3月12日、オックスフォード大学セント・ジョンズ・カレッジに入学した。
1723年から1724年までハンプシャー州長官を務めた。
1721年11月にサマセット公爵の影響力によりミッドハースト選挙区の補欠選挙で当選、翌年の総選挙まで庶民院議員を務めた。1729年2月にミッドハースト選挙区の補欠選挙で再び当選、1734年イギリス総選挙でリチャード・エッジカム（後の初代エッジカム男爵）の影響力によりペンリン選挙区に鞍替えして再選、1741年イギリス総選挙でアーバイン子爵の影響力によりホーシャム選挙区に鞍替えして再選した後、1747年イギリス総選挙で出馬せず議員を退任した。議員を務めた全期間を通して与党を支持した。
1760年5月16日にウールベディングで死去、23日に（妻と同じく）同地で埋葬された。長男リチャードが準男爵位を継承した。

## 家族
1712年3月12日、マーガレット・ノウルズ（Margaret Knollys、1688年頃 – 1744年10月11日、ロバート・ノウルズの娘）と結婚、4男5女をもうけた。
- リチャード（1717年 – 1770年） - 第6代準男爵
- ジョン・ホビー（1719年 – 1780年） - 第7代準男爵
- ヘンリー（1719年 – 1781年） - 第8代準男爵
- チャールズ（1722年 – 1792年） - 第9代準男爵

1751年に妻の親族トマス・ノウルズ（Thomas Knollys、ヘンリー・ノウルズの息子）が死去すると、グローヴ・プレイスを継承した。